# Думитреску, Янку
Янку Думитреску (рум. Iancu Dumitrescu; родился 15 июля 1944 в Сибиу, Румыния) — румынский композитор, дирижёр и музыковед. Учился у Альфреда Мендельсона, Серджиу Челибидаке. Учёба у Челибидаке способствовала знакомству Думитреску с философией Эдмунда Гуссерля и попыткам применения в музыке принципов феноменологии. На творческое становление композитора повлияла музыка Джачинто Шельси, композиторов французской спектральной школы и румынского композитора Горацио Радулеску. В 1976 году создал ансамбль Hyperion. Основной круг интересов Янку Думитреску связан с академической электронной и электроакустической музыкой, спектральной музыкой, применению возможностей компьютера в музыкальной практике. Композитора в его творчестве преимущественно привлекает космическая тематика и образы.

## Основные произведения
- 1967 DIACHRONIES (I) op. 1.A для фортепиано
- 1967 DIACHRONIES (II) op. 1.B для фортепиано
- 1968 DIACHRONIES (III) op. 1.C для фортепиано
- 1968 Метаморфозы / MÉTAMORPHOSES для кларнета
- 1967- rev.2oo3 PARADIGMES (I) op. 1.D для фортепиано
- 1967- rev.2oo3 PARADIGMES (II) op. 1.E для фортепиано
- 1969 COLLAGES для фортепиано
- 1970 SPECTRES для препарированного фортепиано
- 1970 Новые Метаморфозы / NEW MÉTAMORPHOSES для кларнета
- 1970 SOUND SCULPTOR (I) спектральная музыка для фортепиано
- 1970 SOUND SCULPTOR (II) спектральная музыка для двух фортепиано
- 1972 EIDOS для флейты
- 1975 RELIEFS для двух оркестров и фортепиано
- 1976 Генезис игры / LE JEU DE LA GENÈSE для двух фортепиано
- 1977 Симфонические барельефы / BAS-RELIEFS SYMPHONIQUES для большого оркестра
- 1977-ред. 1995 FLUXUS (I) для большого оркестра
- 1978 SOLILOQUIUM for Vladimir Mendelsohn для альта
- 1979 ORION (I)-(II) для ударных (3 исполнителя)
- 1981—1982 Большая Медведица / GRANDE OURSE для двух фаготов, препарированного фортепиано, ударных, струнных и записи
- 1984 NIMBUS (I)-(III) для 1/3тромбонов, ударных и записи
- 1985 NEPTUNICS (I)-(III) для 4/8 фаготов,1контрафагота и ударных
- 1986 HARRYPHONIE (alpha, beta, gamma) для контрабаса, ударных, харрифона и препарированного фортепиано
- 1986 HARRYPHONIES (epsilon) для большого оркестра
- 1988 GNOSIS for Ion GHITA для контрабаса
- 1992 ASTRÉE LOINTAINE для духового оркестра, 3-х групп ударных, фортепиано и саксофона-баса
- 1992 CLUSTERUM (I) для ударных
- 1994 CLUSTERUM (II) для 3-х ударников
- 1994 A PRIORI спектральная и акусматическая музыка для камерного ансамбля
- 1968—1994 IMPULSE для флейты и ударных
- 1994 KRONOS HOLZWEGE QUARTET для струнного квартета
- 1994 Мнемозина / MNEMOSYNE для октобас-флейты, саксофона-баса, 2-х групп ударных, препарированного фортепиано, усиленного там-тама и записи
- 1996 SIRIUS KRONOS QUARTET для струнного квартета
- 1997 FLUXUS (II) для записи и малого оркестра
- 1997 Уран / OURANOS (I—II) для 12-ти виолончелей, виртуальных ударных и записи
- 1998 ORIGO для виолончели
- 1998 Метеоры и Пульсары / METEORS & PULSARS (I) новая компьютерная музыка
- 1998 Метеоры и Пульсары / METEORS & PULSARS (II) музыка для ударных инструментов и компьютерной музыки
- 2000 OISEAUX CÉLÉSTES компьютерная музыка
- 2000 Новые Метеоры / NEW METEORS (I) компьютерная музыка
- 2001 Мистический звуковой объект / OBJET SONORE MYSTERIEUX (I) компьютерная музыка
- 2001 Мистический звуковой объект / OBJET SONORE MYSTERIEUX (II) для инструментов и компьютерной музыки (Hommage à IANNIS XENAKIS)
- 1978-2oo5 PASÃREA MÃIASTRÃ для большого оркестра
- 2oo3-2oo5 Музыка для моего отца / MUSIC for my FATHER спектрально-компьютерная музыка